# Wiesław Żelazko
Wiesław Tadeusz Żelazko (Łódź, Polônia, 16 de fevereiro de 1933) é um matemático polonês.
Obteve em 1960 um doutorado na Universidade de Varsóvia, orientado por Stanisław Mazur, onde obteve a habilitação em 1965.
Żelazko é membro da Academia de Ciências da Polônia e editor do periódico matemático Studia Mathematica. De 1984 a 1986 foi presidente da Sociedade Matemática Polonesa. Sua área de trabalho principal é a análise funcional, em especial a álgebra de Banach e a álgebra topológica. 
Żelazko recebeu o Prêmio Stefan Banach de 1967 e a Medalha Stefan Banach de 2000.